# Gare de Vernaison
Gare de Vernaison – przystanek kolejowy w Vernaison, w departamencie Rodan, w regionie Owernia-Rodan-Alpy, we Francji.
Jest przystankiem kolejowym Société nationale des chemins de fer français (SNCF), obsługiwanym przez pociągi TER Rhône-Alpes, kursujące między Lyonem i Givors.